# Badminton ai Giochi della XXX Olimpiade - Doppio femminile
Le gare del doppio femminile di badminton alle Olimpiadi 2012 si sono tenute dal 28 luglio al 4 agosto alla Wembley Arena.

## Formato
Le gare iniziano con un turno preliminare: gli atleti sono divisi in gruppi e ognuno sfida gli avversari del gruppo. I 16 vincitori accedono alla fase a eliminazione diretta.

## Lo scandalo combine
Le prime due giornate dei gironi eliminatori andarono secondo le aspettative, ma all'ultima ci furono dei risultati a sorpresa: nel gruppo A le quotatissime cinesi Wang Xiaoli e Yu Yang vennero sconfitte in maniera netta dalle sudcoreane Jung Kyung-eun e Kim Ha-na (in particolare, non ci furono scambi superiori ai quattro colpi e soprattutto nel secondo set le favorite si espressero molto al di sotto del loro potenziale).
Suscitò critiche anche l'ultimo incontro del gruppo C ossia la sfida tra l'altro duetto sudcoreano Ha Jung-eun e Kim Min-jung e la coppia indonesiana Meiliana Jauhari e Greysia Polii, conclusasi sul punteggio di 2-1 per le prime. Il 1º agosto le quattro coppie in questione vennero squalificate dalla Federazione Internazionale di Badminton con l'accusa di non essersi impegnate al massimo per vincere la sfida e per aver abusato dello spirito sportivo o averlo danneggiato.

## Seeds
1. Wang Xiaoli / Yu Yang (squalificate)
2. Tian Qing / Zhao Yunlei

1. Ha Jung-eun / Kim Min-jeong (squalificate)
2. Mizuki Fujii / Reika Kakiiwa

## Medagliere
| Evento           | Oro                        | Argento                             | Bronzo                                |
| Doppio femminile | Cina Tian Qing Zhao Yunlei | Giappone Mizuki Fujii Reika Kakiiwa | Russia Valerija Sorokina Nina Vislova |

## Risultati

### Fase ad eliminazione diretta
|  | Quarti di finale | Quarti di finale                        | Quarti di finale           | Quarti di finale           | Quarti di finale |                               |                                | Semifinali                  | Semifinali                | Semifinali                | Semifinali                | Semifinali                |                           |                           | Finale Medaglia d'Oro     | Finale Medaglia d'Oro          | Finale Medaglia d'Oro | Finale Medaglia d'Oro | Finale Medaglia d'Oro |
|  |                  |                                         |                            |                            |                  |                               |                                |                             |                           |                           |                           |                           |                           |                           |                           |                                |                       |                       |                       |
|  | A1               | Valerija Sorokina Nina Vislova          | 21                         | 21                         |                  |                               |                                |                             |                           |                           |                           |                           |                           |                           |                           |                                |                       |                       |                       |
|  | C2               | Michelle Edwards Annari Viljoen         | 9                          | 7                          |                  |                               |                                |                             |                           |                           |                           |                           |                           |                           |                           |                                |                       |                       |                       |
|  | C2               | Michelle Edwards Annari Viljoen         | 9                          | 7                          |                  | A1                            | Valerija Sorokina Nina Vislova | 19                          | 6                         |                           |                           |                           |                           |                           |                           |                                |                       |                       |                       |
|  |                  |                                         |                            |                            |                  | A1                            | Valerija Sorokina Nina Vislova | 19                          | 6                         |                           |                           |                           |                           |                           |                           |                                |                       |                       |                       |
|  |                  | D2                                      | Tian Qing Zhao Yunlei      | 21                         | 21               |                               |                                |                             |                           |                           |                           |                           |                           |                           |                           |                                |                       |                       |                       |
|  | B1               | D2                                      | Tian Qing Zhao Yunlei      | 21                         | 21               | Cheng Wen-Hsing Chien Yu-chin | 10                             | 14                          |                           |                           |                           |                           |                           |                           |                           |                                |                       |                       |                       |
|  | B1               |                                         |                            |                            |                  | Cheng Wen-Hsing Chien Yu-chin | 10                             | 14                          |                           |                           |                           |                           |                           |                           |                           |                                |                       |                       |                       |
|  | D2               | Tian Qing Zhao Yunlei                   | 21                         | 21                         |                  |                               |                                |                             |                           |                           |                           |                           |                           |                           |                           |                                |                       |                       |                       |
|  |                  |                                         |                            |                            |                  |                               |                                |                             |                           |                           |                           |                           |                           |                           | D2                        | Tian Qing Zhao Yunlei          | 21                    | 25                    |                       |
|  |                  |                                         | B2                         | Mizuki Fujii Reika Kakiiwa | 10               | 23                            |                                |                             |                           |                           |                           |                           |                           |                           |                           |                                |                       |                       |                       |
|  | A2               | Alexandra Bruce Michelle Li             | 21                         | 18                         | 21               |                               |                                |                             |                           |                           |                           |                           |                           |                           |                           |                                |                       |                       |                       |
|  | C1               | Leanne Choo Renuga Veeran               | 9                          | 21                         | 18               |                               |                                |                             |                           |                           |                           |                           |                           |                           |                           |                                |                       |                       |                       |
|  | C1               | Leanne Choo Renuga Veeran               | 9                          | 21                         | 18               |                               | A2                             | Alexandra Bruce Michelle Li | 12                        | 21                        | 13                        |                           |                           |                           |                           |                                |                       |                       |                       |
|  |                  |                                         |                            |                            |                  |                               | A2                             | Alexandra Bruce Michelle Li | 12                        | 21                        | 13                        |                           |                           |                           |                           |                                |                       |                       |                       |
|  |                  | B2                                      | Mizuki Fujii Reika Kakiiwa | 21                         | 19               | 21                            |                                |                             | Finale Medaglia di Bronzo | Finale Medaglia di Bronzo | Finale Medaglia di Bronzo | Finale Medaglia di Bronzo | Finale Medaglia di Bronzo | Finale Medaglia di Bronzo | Finale Medaglia di Bronzo |                                |                       |                       |                       |
|  | B2               | B2                                      | Mizuki Fujii Reika Kakiiwa | 21                         | 19               | 21                            | Mizuki Fujii Reika Kakiiwa     | '22                         | Finale Medaglia di Bronzo | Finale Medaglia di Bronzo | Finale Medaglia di Bronzo | Finale Medaglia di Bronzo | Finale Medaglia di Bronzo | Finale Medaglia di Bronzo | Finale Medaglia di Bronzo | 21                             |                       |                       |                       |
|  | B2               |                                         |                            |                            |                  |                               | Mizuki Fujii Reika Kakiiwa     | '22                         |                           |                           |                           |                           |                           |                           |                           | 21                             |                       |                       |                       |
|  | D1               | Christinna Pedersen Kamilla Rytter Juhl | 20                         | 10                         |                  |                               |                                |                             |                           |                           |                           |                           |                           |                           | A1                        | Valerija Sorokina Nina Vislova | 21                    | 21                    |                       |
|  |                  |                                         |                            |                            |                  |                               |                                |                             |                           |                           |                           |                           |                           |                           | A2                        | Alexandra Bruce Michelle Li    | 9                     | 10                    |                       |

### Fase a gruppi

#### Gruppo A
| Squadra                          | Pt  | G | V | P | SV | SP |
| -------------------------------- | --- | - | - | - | -- | -- |
| Jung Kyung-eun / Kim Ha-na       | DSQ | 3 | 3 | 0 | 6  | 0  |
| Wang Xiaoli / Yu Yang            | DSQ | 3 | 2 | 1 | 4  | 2  |
| Valerija Sorokina / Nina Vislova | 1   | 3 | 1 | 2 | 2  | 4  |
| Alexandra Bruce / Michelle Li    | 0   | 3 | 0 | 3 | 0  | 6  |

| Squadra 1          | Punteggio        | Squadra 2          |
| 28 luglio, 18:30   | 28 luglio, 18:30 | 28 luglio, 18:30   |
| ------------------ | ---------------- | ------------------ |
| Wang X / Yu Y      | 2 - 0            | Bruce / Li         |
| 29 luglio, 9:40    |                  |                    |
| Jung K-e / Kim H-n | 2 - 0            | Bruce / Li         |
| 29 luglio, 18:30   |                  |                    |
| Wang X / Yu Y      | 2 - 0            | Sorokina / Vislova |
| 30 luglio, 9:40    |                  |                    |
| Jung K-e / Kim H-n | 2 - 0            | Sorokina / Vislova |
| 31 luglio, 08:30   |                  |                    |
| Sorokina / Vislova | 2 - 0            | Bruce / Li         |
| 31 luglio, 19:07   |                  |                    |
| Wang X / Yu Y      | 0 - 2            | Jung K-e / Kim H-n |

#### Gruppo B
| Squadra                         | Pt | G | V | P | SV | SP |
| ------------------------------- | -- | - | - | - | -- | -- |
| Cheng Wen-Hsing / Chien Yu-chin | 2  | 3 | 2 | 1 | 5  | 3  |
| Mizuki Fujii / Reika Kakiiwa    | 2  | 3 | 2 | 1 | 4  | 3  |
| Jwala Gutta / Ashwini Ponnappa  | 2  | 3 | 2 | 1 | 4  | 3  |
| Shinta Mulia Sari / Yao Lei     | 0  | 3 | 0 | 3 | 2  | 6  |

| Squadra 1             | Punteggio        | Team 2                |
| 28 luglio, 19:40      | 28 luglio, 19:40 | 28 luglio, 19:40      |
| --------------------- | ---------------- | --------------------- |
| Fujii / Kakiiwa       | 2 - 0            | Gutta / Ponnappa      |
| 29 luglio, 19:42      |                  |                       |
| Cheng W-h / Chien Y-c | 2 - 1            | Sari / Yao L          |
| 30 luglio, 13:40      |                  |                       |
| Fujii / Kakiiwa       | 2 - 1            | Sari / Yao L          |
| 30 luglio, 20:19      |                  |                       |
| Cheng W-h / Chien Y-c | 1 - 2            | Gutta / Ponnappa      |
| 31 luglio, 13:09      |                  |                       |
| Fujii / Kakiiwa       | 0 - 2            | Cheng W-h / Chien Y-c |
| 31 luglio, 14:17      |                  |                       |
| Sari / Yao L          | 0 - 2            | Gutta / Ponnappa      |

#### Gruppo C
| Squadra                           | Pt  | G | V | P | SV | SP |
| --------------------------------- | --- | - | - | - | -- | -- |
| Ha Jung-eun / Kim Min-jeong       | DSQ | 3 | 3 | 0 | 6  | 1  |
| Meiliana Jauhari / Greysia Polii  | DSQ | 3 | 2 | 1 | 5  | 3  |
| Leanne Choo / Renuga Veeran       | 1   | 3 | 1 | 2 | 3  | 4  |
| Michelle Edwards / Annari Viljoen | 0   | 3 | 0 | 3 | 0  | 6  |

| Squadra 1                        | Punteggio        | Team 2                           |
| 28 luglio, 09:40                 | 28 luglio, 09:40 | 28 luglio, 09:40                 |
| -------------------------------- | ---------------- | -------------------------------- |
| Ha J-e / Kim M-j                 | 2 - 0            | Edwards / Viljoen                |
| 28 luglio, 15:20                 |                  |                                  |
| Meiliana Jauhari / Greysia Polii | 2 - 1            | Choo / Veeran                    |
| 29 luglio, 09:07                 |                  |                                  |
| Choo / Veeran                    | 2 - 0            | Edwards / Viljoen                |
| 30 luglio, 09:42                 |                  |                                  |
| Meiliana Jauhari / Greysia Polii | 2 - 0            | Edwards / Viljoen                |
| 30 luglio, 09:44                 |                  |                                  |
| Ha J-e / Kim M-j                 | 2 - 0            | Choo / Veeran                    |
| 31 luglio, 20:19                 |                  |                                  |
| Ha J-e / Kim M-j                 | 2 - 1            | Meiliana Jauhari / Greysia Polii |

#### Gruppo D
| Squadra                                   | Pt | G | V | P | SV | SP |
| ----------------------------------------- | -- | - | - | - | -- | -- |
| Christinna Pedersen / Kamilla Rytter Juhl | 2  | 3 | 2 | 1 | 5  | 3  |
| Tian Qing / Zhao Yunlei                   | 2  | 3 | 2 | 1 | 4  | 2  |
| Miyuki Maeda / Satoko Suetsuna            | 2  | 3 | 2 | 1 | 4  | 3  |
| Poon Lok Yan / Tse Ying Suet              | 0  | 3 | 0 | 3 | 1  | 6  |

| Squadra 1        | Punteggio        | Team 2           |
| 28 luglio, 09:07 | 28 luglio, 09:07 | 28 luglio, 09:07 |
| ---------------- | ---------------- | ---------------- |
| Pedersen / Juhl  | 1 - 2            | Maeda / Suetsuna |
| 29 luglio, 09:09 |                  |                  |
| Tian Q / Zhao Y  | 2 - O            | Poon / Tse       |
| 29 luglio, 14:15 |                  |                  |
| Pedersen / Juhl  | 2 - 1            | Poon / Tse       |
| 30 luglio, 19:42 |                  |                  |
| Tian Q / Zhao Y  | 2 - 0            | Maeda / Suetsuna |
| 31 luglio, 09:40 |                  |                  |
| Tian Q / Zhao Y  | 0 - 2            | Pedersen / Juhl  |
| 31 luglio, 18:30 |                  |                  |
| Maeda / Suetsuna | 2 - O            | Poon / Tse       |